# 纽黑文
纽黑文（英語：New Haven），又稱新哈芬、紐海文、紐黑文，是美國康乃狄克州的一座沿海城市，位於紐哈芬縣長島灣北岸的紐哈芬港。紐哈芬市地處新英格蘭和纽约兩大都會區的中間，因此其文化和價值觀也分別與這兩大都會區都有相似之處。根據2020年美國人口普查，紐哈芬的人口為134,023人， 是州内繼橋港之後的第二大城市。紐哈芬是大紐哈芬的主要自治市，截至2020年，該市的總人口為864,835人。
紐哈芬被認為是在美國境內的第一個規劃城市，在1638 年英國清教徒創立後，八條街道以四乘四的網格佈置，形成了俗稱的“九宮格計畫”。 中央公共街區是紐哈芬綠地，這是一個佔地約6 公頃的廣場，位於紐哈芬市中心。紐哈芬綠地是國家歷史地標，“九宮格計畫”被美國規劃協會認定為國家規劃的地標。 
紐哈芬是知名學府耶魯大學的所在地，該大學是當地經濟不可或缺的一部分，也是紐哈芬最大的納稅人和勞動雇用者。在醫療保健（醫院和生物技術）、專業服務（法律、建築、營銷和工程）、金融服務和零售貿易，貢獻該市經濟活動甚多。
從1701年到1873年，紐哈芬一直是康乃狄克州的聯合首都，在行政管理轉移到了位於州境中心的哈特福市以後，紐哈芬自稱為“康乃狄克文化之都”，提供豐富的劇院、博物館和音樂場演地。 紐哈芬在美國開展了第一個公共植樹計畫，種植許多具有樹冠的樹木，該市贏得“榆樹之城”的暱稱。 儘管這些榆樹近年來都受到荷蘭榆樹病（Dutch Elm Disease）的感染，紐哈芬仍舊是一個充滿綠意的城市。
第43任美國總統 喬治·W·布希誕生於此地。